# Communauté intercommunale des Villes solidaires
Pour les articles homonymes, voir CIVIS.
La communauté intercommunale des Villes solidaires (CIVIS) est une communauté d'agglomération française située dans le département français d'outre-mer de La Réunion.

## Historique
Elle est créée par un arrêté en date du 20 décembre 2002, avec effet au 31 décembre 2002. Elle fait suite à une communauté de communes créée le 24 juin 1997 (dans laquelle figuraient également les communes du Port et de La Possession mais qui ont rejoint la communauté d'agglomération du Territoire de la Côte Ouest, avec effet au 31 décembre 2002) et à un SIVOMR.

## Territoire communautaire

### Géographie
Elle est située au sud-ouest de La Réunion.

### Composition
La communauté d'agglomération est composée des 6 communes suivantes :

| Nom                  | Code Insee | Gentilé         | Superficie (km2) | Population (dernière pop. légale) | Densité (hab./km2) |
| -------------------- | ---------- | --------------- | ---------------- | --------------------------------- | ------------------ |
| Saint-Pierre (siège) | 97416      | Saint-Pierrois  | 95,99            | 85 254 (2022)                     | 888                |
| Les Avirons          | 97401      | Avironnais      | 26,27            | 11 445 (2022)                     | 436                |
| Cilaos               | 97424      | Cilaosiens      | 84,4             | 5 215 (2022)                      | 62                 |
| L'Étang-Salé         | 97404      | Étang-Saléens   | 38,65            | 14 329 (2022)                     | 371                |
| Petite-Île           | 97405      |                 | 33,93            | 12 920 (2022)                     | 381                |
| Saint-Louis          | 97414      | Saint-Louisiens | 98,9             | 54 478 (2022)                     | 551                |

### Démographie
| 1967   | 1974    | 1982    | 1990    | 1999    | 2010    | 2015    | 2021    |
| ------ | ------- | ------- | ------- | ------- | ------- | ------- | ------- |
| 91 612 | 101 457 | 108 065 | 125 678 | 147 627 | 172 686 | 180 558 | 181 289 |

## Administration

### Siège
Le siège de la communauté d'agglomération est situé à Saint-Pierre.

### Les élus
Le conseil communautaire de la communauté d'agglomération se compose de 70 conseillers, représentant chacune des communes membres et élus pour une durée de six ans.
Ils sont répartis comme suit :
| Nombre de conseillers | Communes                |
| --------------------- | ----------------------- |
| 34                    | Saint-Pierre            |
| 21                    | Saint-Louis             |
| 5                     | L'Étang-Salé            |
| 4                     | Les Avirons, Petite-Île |
| 2                     | Cilaos                  |

### Présidence
| Période                                  | Période                     | Identité        | Étiquette | Qualité                                                                  |
| ---------------------------------------- | --------------------------- | --------------- | --------- | ------------------------------------------------------------------------ |
| Les données manquantes sont à compléter. |                             |                 |           |                                                                          |
| 4 avril 2001                             | 27 mars 2025 (décès)        | Michel Fontaine | LR        | Maire de Saint-Pierre (2001 → 2025) Sénateur de La Réunion (2011 → 2017) |
| 25 avril 2025                            | En cours (au 26 avril 2025) | David Lorion    | LR        | Maire de Saint-Pierre (2025 → )                                          |

### Régime fiscal et budget
Le régime fiscal de la communauté d'agglomération est la fiscalité professionnelle unique (FPU).